# Gold Diggers of Broadway
Gold Diggers of Broadway is een Amerikaanse musicalfilm uit 1929. De film is opgenomen in technicolor en is gebaseerd op het toneelstuk The Gold Diggers van Avery Hopwood uit 1919 en de boekverfilming uit 1923. In 1933 werd de film opnieuw gemaakt onder de titel Gold Diggers of 1933. Het nummer "Tiptoe Through the Tulips", geschreven voor de film, werd later bekend door een versie van Tiny Tim.

## Plot
Drie Broadway-danseressen zoeken rijke echtgenoten.

## Rolverdeling
| Acteur           | Personage      |
| ---------------- | -------------- |
| Nancy Welford    | Jerry Lamar    |
| Conway Tearle    | Stephen Lee    |
| Winnie Lightner  | Mabel Munroe   |
| Ann Pennington   | Ann Collins    |
| Gertrude Short   | Topsy St Clair |
| Lilyan Taschman  | Eleanor        |
| William Bakewell | Wally Sanders  |
| Nick Lucas       | Nick           |
| Helen Foster     | Violet Dayne   |